# Nendo
Nendo, korrekt Nendö, ist die größte und wichtigste der Santa-Cruz-Inseln. Die Insel liegt im Südosten der Gruppe der Salomon-Inseln und zählt politisch zum westpazifischen Inselstaat der Salomonen (Provinz: Temotu).

## Geographie
Nendo hat eine Fläche von 519 km². Der höchste Punkt liegt 549 m über dem Meeresspiegel. Die Insel ist auch als Santa Cruz, Ndeni, Nitendi oder Ndende bekannt. Lata ist die Hauptstadt der Insel und der Provinz. Dort befindet sich auch der einzige Flughafen der Provinz, der Flughafen Santa-Cruz-Inseln.
Im Nordwesten von Nando ist die kleine Insel Malo, im Südosten befindet sich Nibanga, jeweils ungefähr einen Kilometer entfernt.

## Geschichte
Der Name „Santa-Cruz“ wurde der Insel durch den spanischen Seefahrer Álvaro de Mendaña De Neira im Jahre 1595 gegeben, der erfolglos versuchte, dort eine Kolonie zu gründen. Der Versuch wurde aufgrund der Feindseligkeit der einheimischen Bevölkerung und wegen Malaria aufgegeben. Mendaña starb am 18. Oktober 1595 auf der Insel an Malaria.

## Bevölkerung und Kultur
Die Bevölkerung Nendos besteht zum größten Teil aus Melanesiern. Bei der Volkszählung im Jahre 2009 wurden 9008 Einwohner gezählt.
Auf Nendo wurde mit dem Roten Federgeld bezahlt. Bis vor kurzem war das das traditionelle Zahlungsmittel für den Brautpreis. Das Rote Federgeld besteht aus 5 cm breiten und 9 m langen zusammengeklebten roten Streifen aus den Federn des einheimischen Vogels Myzomela carnalis, der zur Familie der Honigfresser gehört.
Die Santa Cruz-Sprache gehört zur Familie der austronesischen Sprachen.

## Tourismus
Nendo wird ab und an von Kreuzfahrtschiffen angelaufen, deren Passagiere mit der Folklore der Insel vertraut gemacht werden.